# Acanthopteroctetes aurulenta
Acanthopteroctetes aurulenta é uma espécie de mariposa da família Acanthopteroctetidae. Foi descrita por Donald R. Davis em 1984. É encontrada no noroeste do Óregon, centro de Utah e Colorado.
A envergadura é de cerca de 15 mm (0,6 pol). As asas anteriores são uniformemente marrom-douradas.